# Bartosz Bielenia
Bartosz Bielenia (nacido el 1992 en Bialystok ) es un actor de teatro y cine polaco. Es conocido por ser galardonado en diferentes premios por su interpretación en Boże Ciało de Jan Komasa en 2019.

## Biografía
Se graduó en la Academia de las artes teatrales de Cracovia en Cracovia. Hizo su debut en 1999 en el Teatro Dramático de Bialystok como el personaje principal de la obra The Little Prince . Desde 2013 actuó en el Teatro Bagatela de Cracovia, donde hizo su debut como Hipólito en el Idiota de Dostoievski. En los años 2014-2017 actuó en el Teatro Stary de Cracovia. Desde 2018, se ha presentado en el Nuevo Teatro (Nowy Teatr) de Varsovia.

## Filmografía
- 2013 – Głęboka woda
- 2014 – Dzwony w sierpniu
- 2015 - The Time of a Young Man About To Kill
- 2015 – Disco polo
- 2016 – Na granicy
- 2018 – Kler
- 2019 – Odwróceni. Ojcowie i córki
- 2019 – Boże Ciało
- 2019 – Ondyna

## Reconocimiento
- Festival de Cine de El Gouna al Mejor Actor por Boże Ciało.